# Hội chứng Cyclopia
Hội chứng Cyclopia là một dạng dị tật bẩm sinh hiếm gặp có đặc điểm là khuôn mặt dị thường. Ở căn bệnh này này, các hốc mắt không phân chia thành hai đúng cách, dẫn đến diện mạo giống như chỉ có một mắt hoặc hai mắt rất gần nhau. Đây là hệ quả của việc não trước không phân tách hoàn chỉnh thành bán cầu trái và phải diễn ra vào ngày thứ 18 đến 28 của thai kỳ. Cyplopia là một dạng holoprosencephaly (toàn não trước), nhóm rối loạn bắt nguồn từ việc não trước không phát triển bình thường trong phôi. Trong số các dạng holoprosencephaly thì cyclopia hay alobar holoprosencephaly (toàn não trước không thùy) là nghiêm trọng nhất, như tên gọi ám chỉ hoàn toàn không có sự phân chia bán cầu não.
Ở một ca cyclopia điển hình, mũi biến mất hoặc được thay thế bằng một cái mũi không chức năng có dạng như cái vòi. Vòi này thường nằm ở bên trên con mắt giữa và là đặc trưng của một loại cyclopia được gọi là rhinencephaly hay rhinocephaly (đầu tê giác). Đa số trường hợp còn có polyp 3 đến 5 cm ở giữa não trước. Trong khi nguyên nhân chính xác của bệnh gần như chưa được biết, nhưng có thể cho rằng do nhiều yếu tố nguy cơ khác nhau, chẳng hạn như đa thai, từng sảy thai không rõ lý do, tiểu đường thai kỳ; lúc mang thai: nhiễm trùng, tiếp xúc với tia UV, hút thuốc lá, uống rượu, dùng các thuốc nhất định. 31% trường hợp có liên hệ với những dị thường nhiễm sắc thể mà chủ yếu là tam thể 13. Cyclopamine, một alkaloid steroid có nhiều ở loài thực vật Veratrum californicum, là tác nhân gây ra những đợt gia tăng số lượng cừu mắc cyclopia ở miền Tây Hoa Kỳ vào thập niên 1950.
Hội chứng Cyclopia là tình trạng không tương thích với sự sống, khi các ca mắc thường chết lưu và nếu sinh ra còn sống thì cũng chỉ sống thêm được cùng lắm là tầm nửa ngày. Đó là bởi não không phát triển bình thường nên không thể duy trì sự phát triển và hoạt động bình thường của hệ thống cơ thể cần thiết cho sự sống. Dị tật này rất hiếm gặp với tỷ lệ mắc 1 trên 100.000 tính cả chết lưu. Siêu âm sau tuần thai thứ tư có thể giúp phát hiện dấu hiệu của cyclopia hay những dạng holoprosencephaly khác. Chụp siêu âm là công cụ chẩn đoán tiền sản hữu ích nhất và kết quả được xác nhận nhờ chụp cộng hưởng từ. Vì tình trạng này vô phương cứu chữa nên phá thai là giải pháp để bớt đi tổn hại cho mẹ và con.